# Rhynchospora capillacea
Rhynchospora capillacea är en halvgräsart som beskrevs av John Torrey. Rhynchospora capillacea ingår i släktet småag, och familjen halvgräs. Inga underarter finns listade i Catalogue of Life.